# جوناثان فرانكلين
جوناثان فرانكلين (بالإنجليزية: Jonathan Franklin)‏ هو صحفي أمريكي، ولد في 6 سبتمبر 1964 في لوس أنجلوس في الولايات المتحدة.